# 山梨県土地開発公社
山梨県土地開発公社（やまなしけんとちかいはつこうしゃ）は、山梨県にある土地開発公社である。

## 沿革
- 1968年1月15日－財団法人山梨県公共用地開発公社として設立。
- 1969年4月1日－財団法人山梨県公共用地開発公社に改称。
- 1974年2月15日－財団法人から公社へ組織変更し、同時に現名称となる。

## 業務内容
1. 公園、住宅、道路、その他公共施設の土地買収
2. 買収した土地の造成などの整備
3. 造成・整備した土地の買収

## 経営問題
バブル景気時代に県内でもニュータウンや工業団地の造成・開発が行なわれたが、バブルが崩壊したため長年にわたり塩漬け不動産となっている。特にハイテク企業誘致のため、中道町（現在の甲府市）の曽根丘陵に計画された米倉山ニュータウンはバブル景気の最中に用地取得や造成費用などを行なったが販売直前にバブル景気が崩壊し、買い手がつかなくなり計画は頓挫。天野建知事はハイテク企業誘致の代わりに「エコパーク構想」と称してごみ再処理工場と公園を建設しようとするが、住民の反発に遭い計画は白紙になったため以降手付かずの状態が続いた。このため2007年2月より就任した横内正明知事は米倉山ニュータウンを県が買取り無利子融資などにより簿価を抑制する方針を表明、また役員数削減による公社の経営健全化を図るため、2008年4月1日より山梨県地域整備公社の管理下に置かれている。
2010年（平成22年）2月時点で105億1000万円の債務を抱えていることから2011年（平成23年）以降は新規事業を行わず事業は債務処理のみとなり、2014年（平成26年）からは土地開発公社専属職員は置かずに債務処理は山梨県地域整備公社が行っている。土地開発公社は実質上登記のみが残されているが、2037年を目処に債務処理を終了し正式に解散する予定である。
なお、山梨県に買収された米倉山ニュータウンの土地は太陽光発電所の用地に転用され、米倉山太陽光発電所として稼働している。